# Arsène d'Arsonval
Jacques-Arsène d'Arsonval (La Porcherie, Alto Vienne; 8 de junio de 1851 - La Porcherie, 13 de diciembre de 1940) fue un biofísico e inventor francés, que ideó el galvanómetro de bobina móvil y el amperímetro termopar. Junto a Nikola Tesla, d'Arsonval fue un investigador importante en el campo de la electrofisiología; dedicándose durante buena parte del siglo XIX y principios del siglo XX al estudio de los efectos de la electricidad en los organismos biológicos.
En 1881, d'Arsonval propuso explotar la energía maremotérmica; pero fue uno de sus discípulos, Georges Claude, quien construyó la primera planta de OTEC en Cuba en 1930.

## Reconocimientos
- El cráter lunar D'Arsonval lleva este nombre en su honor.